# Sloup Nejsvětější Trojice (Klášterec nad Ohří)
Sloup Nejsvětější Trojice je nejvýznamnější církevní památkou na náměstí Dr. Beneše v Klášterci nad Ohří. Postaven byl v roce 1694 (1698) a to jako poděkování za to, že se městu vyhnula epidemie moru. Díky kompletní rekonstrukci náměstí, která se uskutečnila v letech 2005–2006, se vrátil do podoby z 19. století. Od roku 1963 je sloup chráněn jako kulturní památka.

## Popis
U paty sloupu je socha Panny Marie Immaculata (Neposkvrněná), po její pravici na soklu je svatý Josef s Ježíškem, po její levici je znázorněna svatá Anna. Na balustrádě kolem sloupu se nacházejí čtyři sochy světců. Jsou to svatý Jan Nepomucký, svatý František Xaverský, svatý Antonín Paduánský a svatý Kajetán.
V zadní části sloupu je vyobrazen zřejmě nejstarší dochovaný městský znak Klášterce nad Ohří.

## Galerie

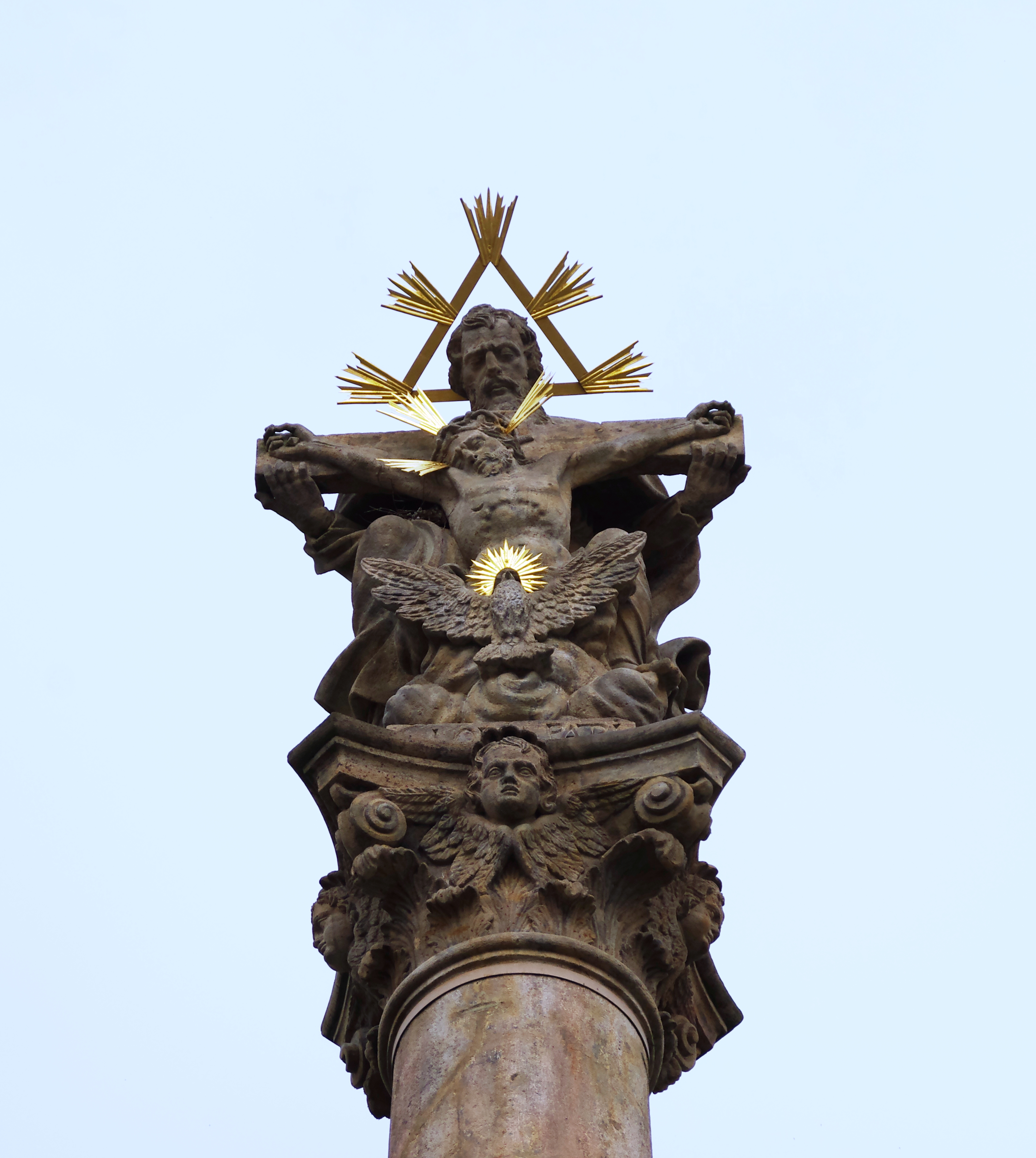
Vrchní část sloupu
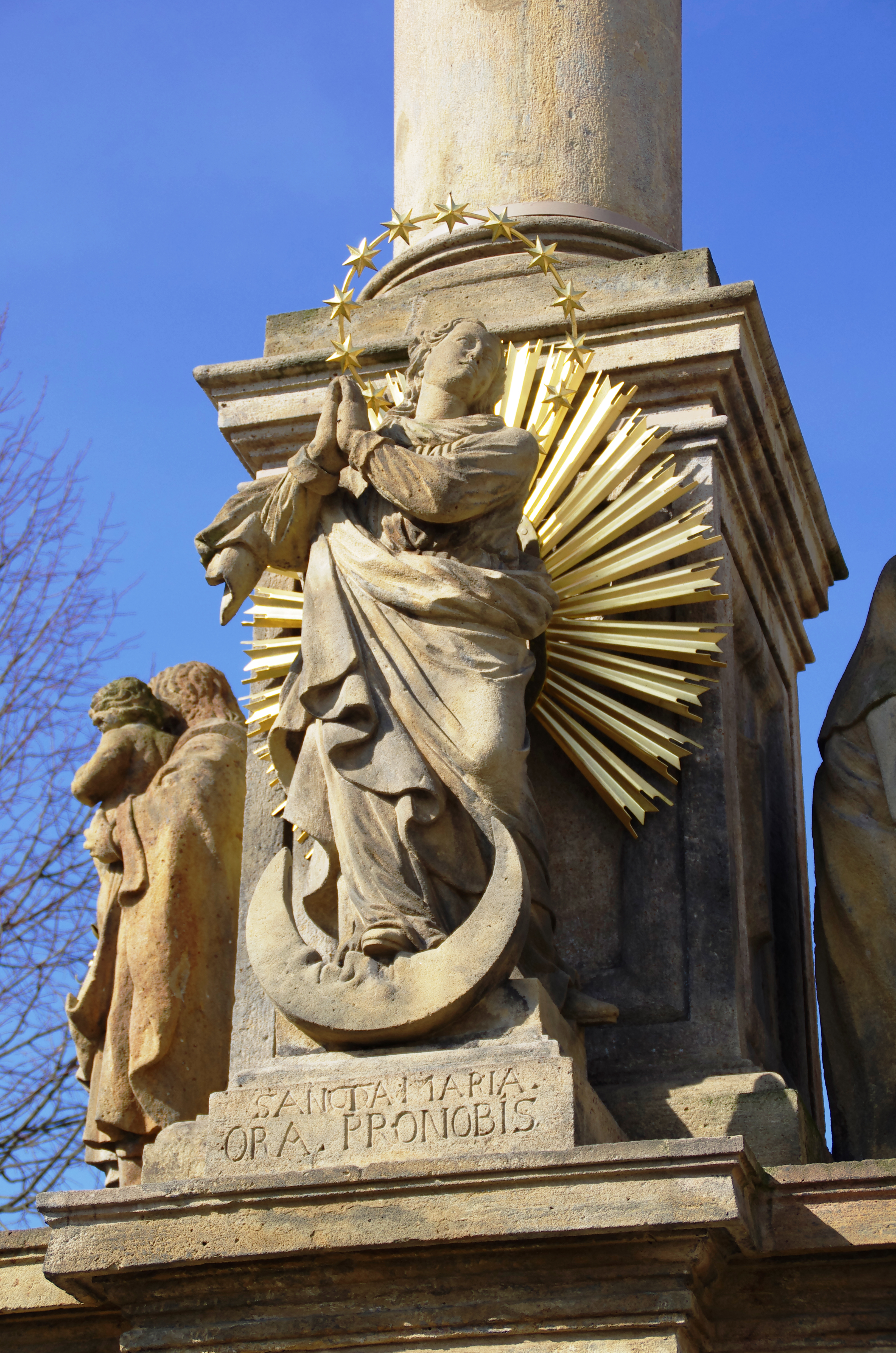
Panna Marie Immaculata
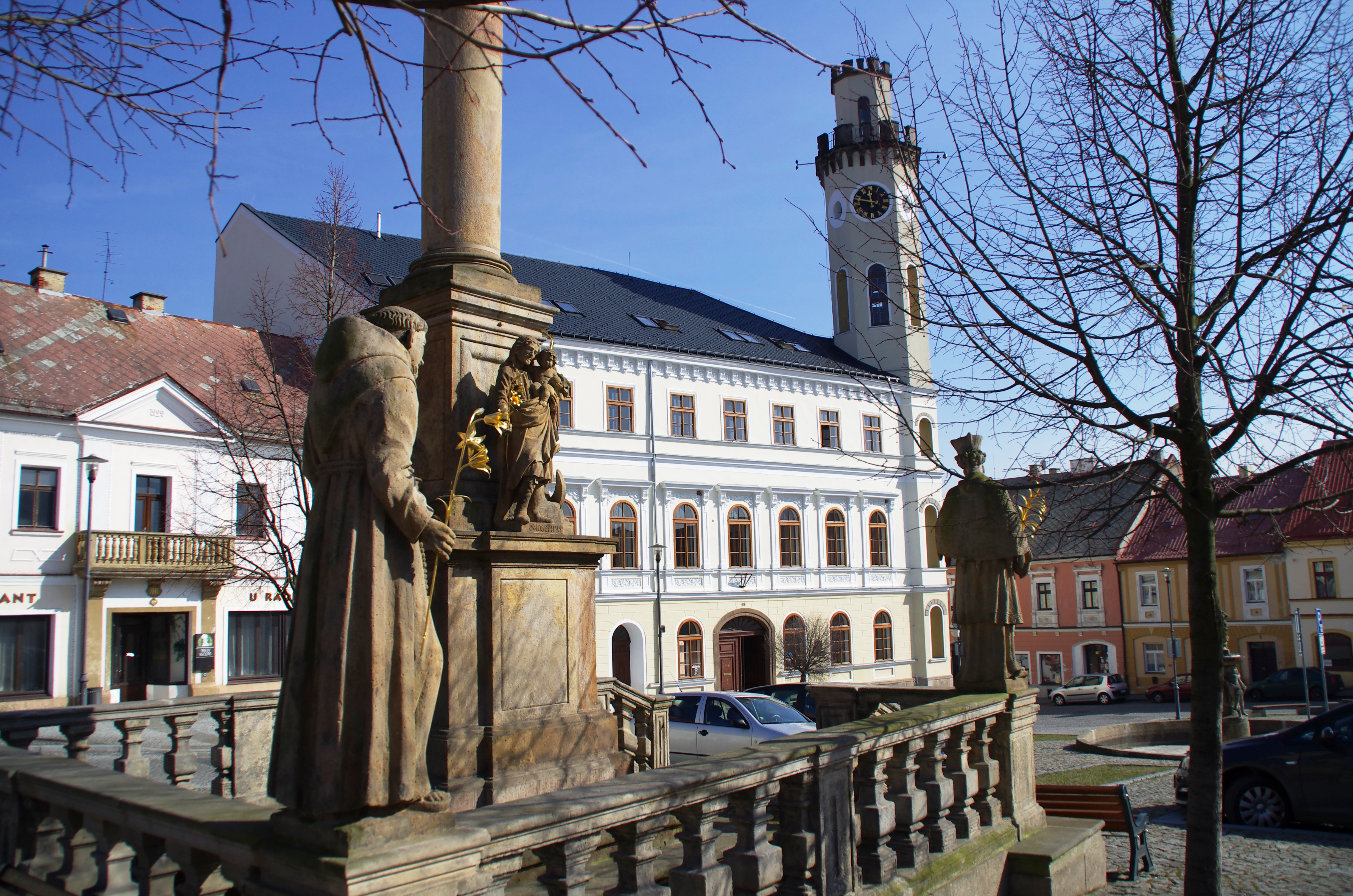
Sloup Nejsvětější Trojice u radnice
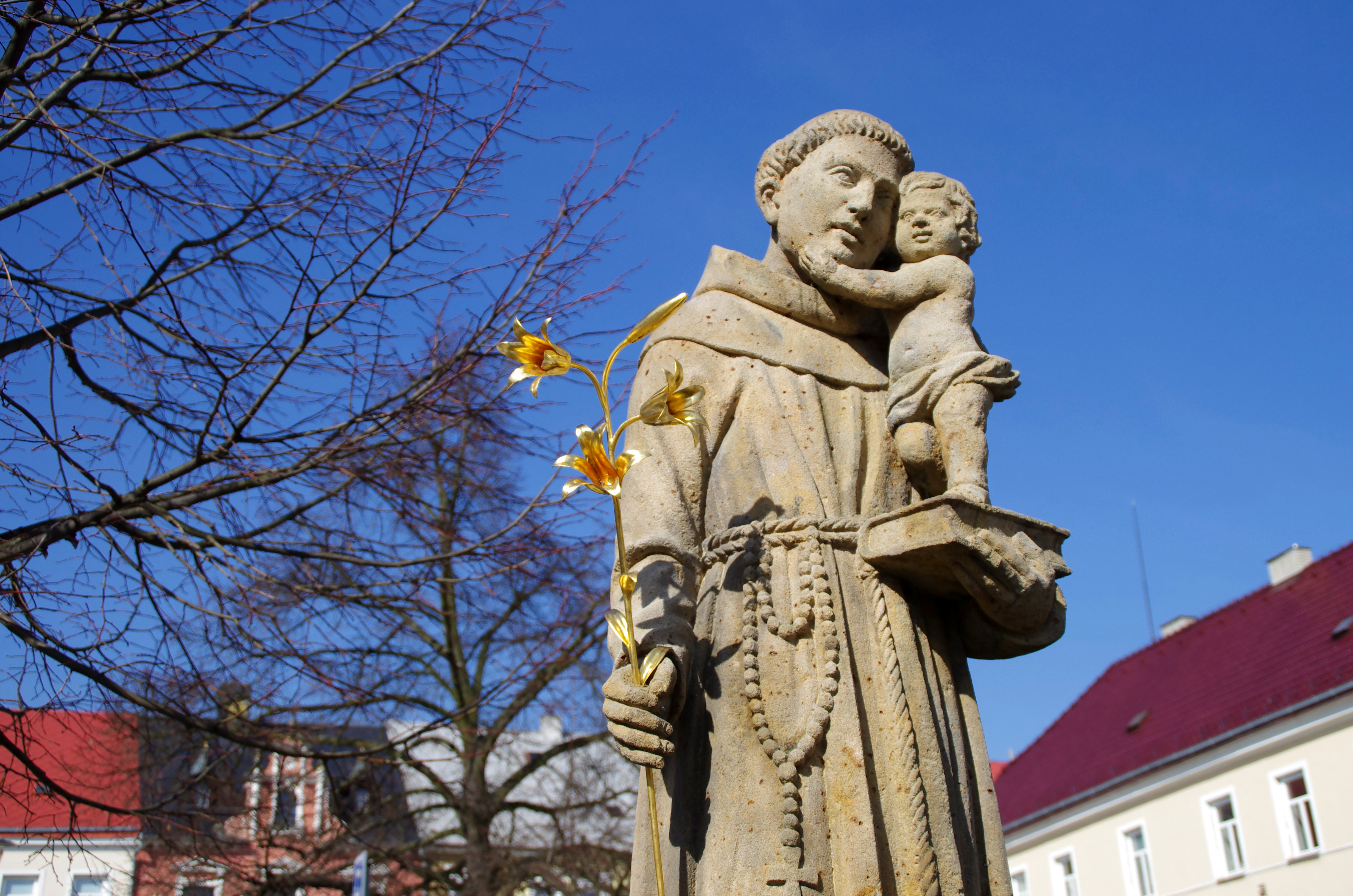
Socha svatého Antonína
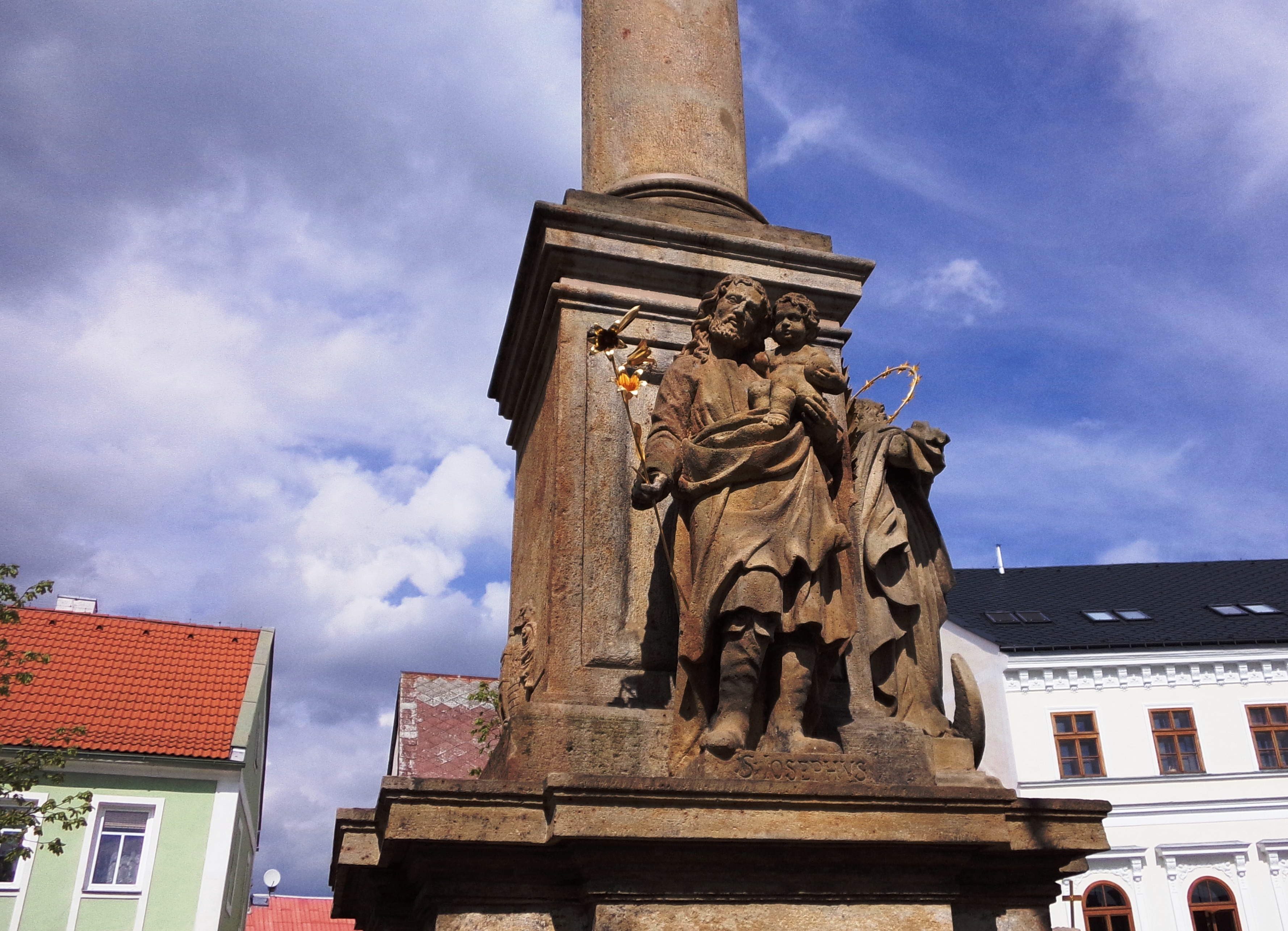
Svatý Josef s Ježíškem